# Gestión basada en la evidencia
La Gestión basada en la evidencia (GBE) es una técnica emergente que surge para utilizar la mejor evidencia disponible en la toma de decisiones de la gerencia. Sus raíces están en la Medicina Basada en la Evidencia (MBE), una técnica surgida de las disciplinas de "calidad" para aplicar el método científico a la práctica médica.
La GBE exige decisiones de dirección y prácticas de organización basadas en la información suministrada por la mejor evidencia científica disponible. Como sus contrapartes en la medicina (ver Sackett y otros, 2000) y en la educación (ver Thomas y Pring, 2004), los juicios que exige la GBE también consideran las circunstancias y las preocupaciones éticas que implican las decisiones de dirección.
En contraste con la medicina y la educación, sin embargo, la GBE en la actualidad es sólo incipiente. Los gerentes y los formadores de gerentes contemporáneos hacen un uso limitado de la extensa base de evidencia, proveniente de la ciencia del comportamiento, relevante en la práctica de la gestión eficaz (ver Walshe y Rundall, 1999; Rousseau, 2005, 2006; Pfeffer y Sutton, 2001).

## Promoción
Los esfuerzos para promover la GBE equivalen a hacer frente a una dificultad sin precedentes en otras iniciativas basadas en la evidencia. Dicho en forma simple, la "gestión" no es una profesión. No hay requisitos legales o culturales establecidos con respecto a la educación o al conocimiento para que un individuo devenga en gerente. Los gerentes tienen formaciones en disciplinas diversas. Puede requerirse un título o grado universitario para una Maestría en Administración de Empresas, pero no para ser gerente. Ningún cuerpo formal del conocimiento compartido caracteriza a los gerentes, resultando inverosímil que la presión de un par sea ejercida para promover el uso de la evidencia por cualquier gerente que rechace hacerlo. Existe poco lenguaje y/o terminología compartidos, haciendo difícil a los gerentes llevar a cabo discusiones de la evidencia o de las prácticas basadas en la evidencia.
No hay consenso con respecto a cómo los gerentes adquieren maestría, una omisión que denota la carencia de una verdadera profesión (ver Rousseau, 2005, 2006). Además, esta técnica no deja de tener controversias dentro del estudio de la "gestión" (ver Learmonth y Harding, 2006; Learmonth, 2006). En particular, se ha criticado el tratar la "evidencia" y el "método científico" como si fueran herramientas neutrales. La "gestión" no es necesariamente una cosa buena en forma automática; implica a menudo el ejercicio del poder y la explotación de los otros, pero la Gestión basada en la evidencia típicamente deja fuera tales consideraciones.

## Iniciativas
Actualmente, hay iniciativas en varias partes del mundo, en los EE. UU. a través de la Academy of Management, en Canadá a través del CHERF, (la Canadian Health Education and Research Foundation), para comenzar a construir comunidades que promuevan la GBE. Otro ejemplo es el Center for Health Management Research, vinculado con el Health Research & Educational Trust of the American Hospital Association .

## Investigación en la ciencia de la gestión
Algunas de las publicaciones en esta área son Evidence-Based Management, Harvard Business Review, enero de 2006; y Hard Facts, Dangerous Half-Truths and Total Nonsense: Profiting From Evidence-Based Management;. Algunas de las personas que conducen investigaciones sobre los efectos de la gestión basada en la evidencia son Jeffrey Pfeffer, Robert I. Sutton, y Tracy Allison Altman en Estados Unidos, y Eduardo Lazzati y su equipo en Argentina. Pfeffer y Sutton han abierto recientemente un sitio en Internet Archivado el 7 de mayo de 2016 en Wayback Machine. dedicado a esta técnica.

## Investigación en industrias y profesiones específicas
La Gestión basada en la evidencia está también siendo aplicada a industrias y profesiones específicas, incluyendo el desarrollo de software (ver Evidence-Based Software Engineering for Practitioners). Otras áreas son: prevención del crimen (ver Evidence-Based Crime Prevention), gestión pública (ver What Works? Evidence-Based Policy and Practice in Public Services), y fabricación (ver Profit Signals: How Evidence-Based Decisions Power Six Sigma Breakthroughs).
Ver también el Journal of Evidence Based Library and Information Practice and the International Journal of Evidence Based Coaching and Mentoring.